# Kungsporten, Sveaborg

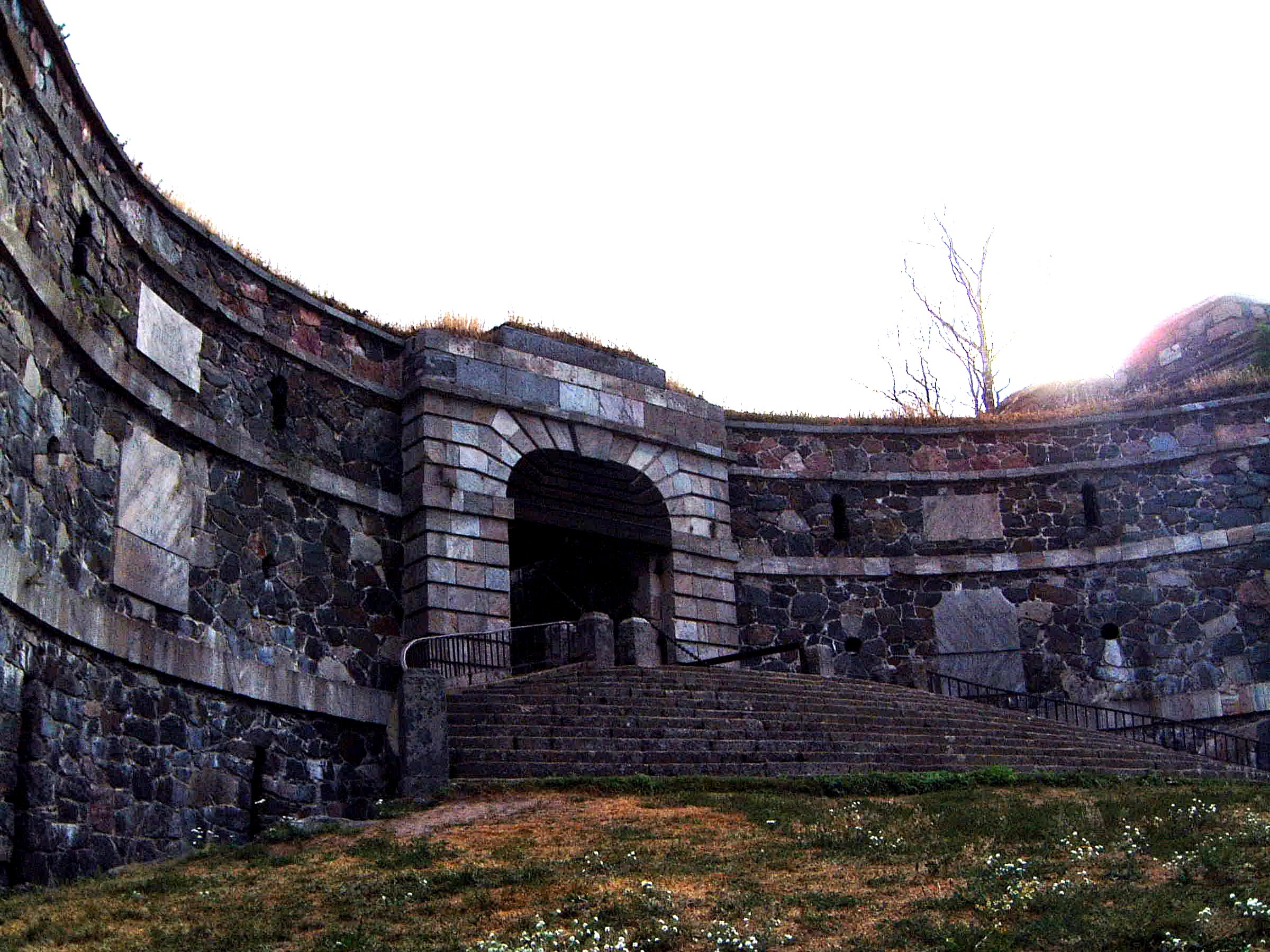
Kungsporten

Kungsporten är den huvudsakliga ingången till fästningen Sveaborg, belägen på den sydligaste ön av  Vargön sydost om Helsingfors i Finland. Porten är ansedd som den främsta symbolen för fästningen.
Porten byggdes åren 1753–1754 på den plats där kung Adolf Fredrik kastade ankar med sitt skepp och steg i land för att inspektera arbetet med befästningarna 1748. Namnet är baserat på denna händelse.
Porten är en typisk fästningsport med kanongluggar; till porten leder en bred trappa, men mitt framför porten finns en vindbrygga som skulle försvåra för ett eventuellt anfall. Porten fanns på den sista finska 1000-marks sedeln under åren 1986–2001.

## Minnesplaketter

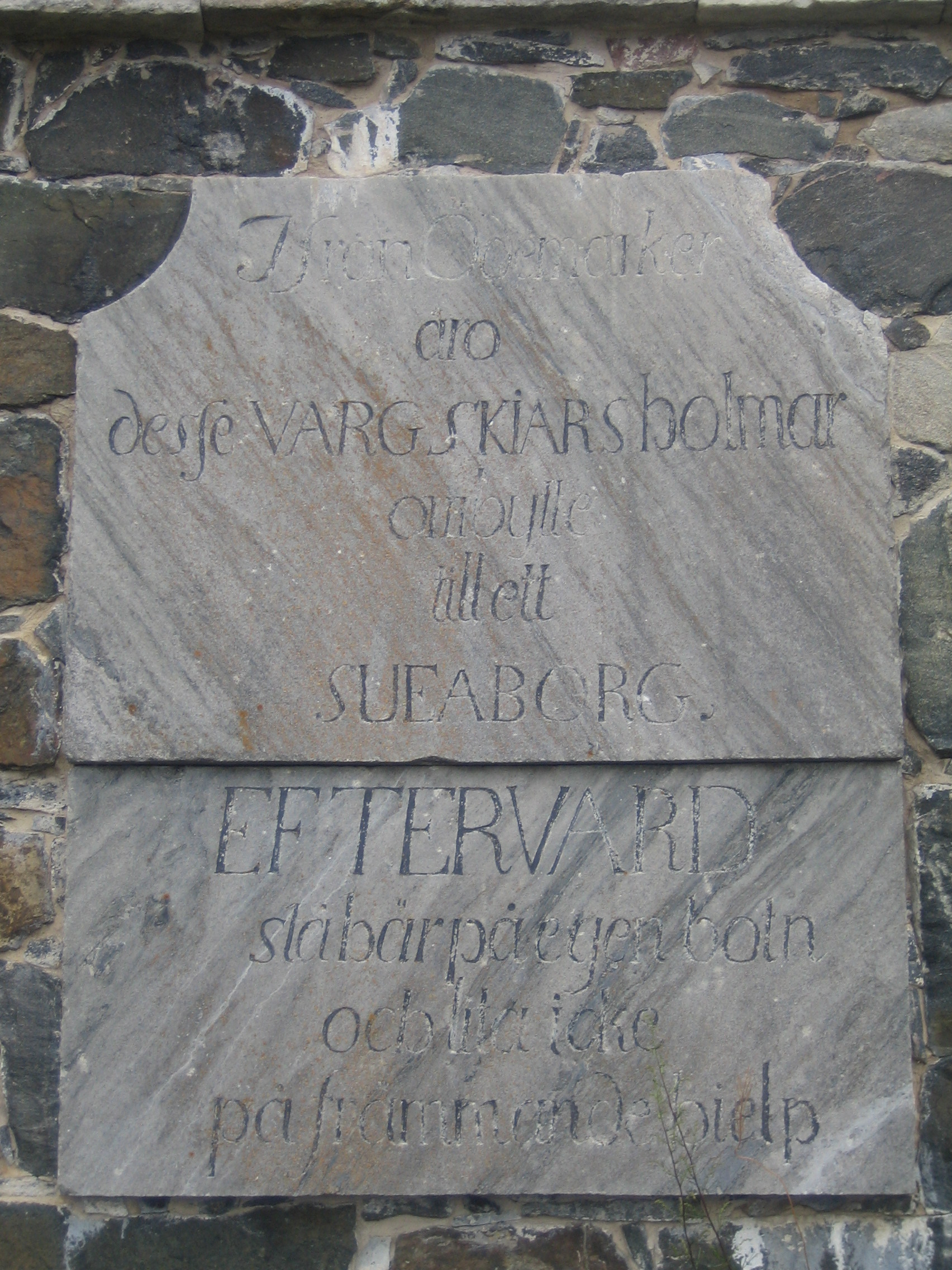
Augustin Ehrensvärds berömda inskription.

Som en extra dekoration sitter fyra skifferplattor infattade på bägge sidorna av porten. De utgör dels minnesskrifter, dels citat av fästningens skapare Augustin Ehrensvärd. De fyra plaketerna lyder:
- Här har konung Fredrik låtit lägga den första sten år 1748
- Och konung Gustaf har lagt den sidste sten år ...
- Sveaborg, som rörer hafvet på ena sidan och stranden på den andra, gier Den kloke Herraväldet öfver både haf och land.
- Ifrån Ödemarken äro desse Vargskiärsholmar ombytte till ett Sweaborg. Eftervard stå här på egen botn och lita icke på Främmande hielp.